# NWA Florida
National Wrestling Alliance of Florida, kurz NWA Florida, war der Name einer US-amerikanischen Wrestling-Promotion, die zwischen 2002 und 2005 bestand. Die Promotion war eine Suborganisation (engl. Affiliate) der NWA und war in St. Petersburg, Florida beheimatet. Promotor war Joe Price.

## Geschichte
Die Promotion begann 1955 unter dem Banner von Championship Wrestling From Florida/NWA Florida zu veranstalten und wurde dann im Dezember 1988 eingestellt. Ihre Nachfolge trat die Promotion Professional Wrestling Federation an, die vom Februar 1988 bis Juli 1991 bestand.
1994 wurde NWA Major League Wrestling (MLW) im Rahmen der NWA aufgestellt und trat nun die Nachfolge von Championship Wrestling From Florida an. MLW selbst bestand bis Januar 2002. Seit Ende der 1990er Jahre hatte sich diese Promotion mehrheitlich auf den extremen Hardcore-Stil konzentriert und am 2. Dezember 2002 führte dann ein Streit um die Stilausrichtung der Promotion zu einem Austritt eines großen Teil des damaligen Rosters und zur Gründung eines neuen NWA-Verbandes, der nun den ursprünglichen Namen der NWA Florida, NWA Championship Wrestling From Florida, annahm.
NWA Major League Wrestling wurde nun geschlossen und im Laufe des Januar 2002 als NWA Florida neu aufgestellt. Im Juni 2005 wurde die Promotion geschlossen und ihre offizielle Nachfolge trat im April 2009 die Promotion NWA Midwest/PWF an. Diese veranstaltet nun seit Juli 2010 unter dem Banner der NWA Florida.